# Archevêché orthodoxe grec d'Italie

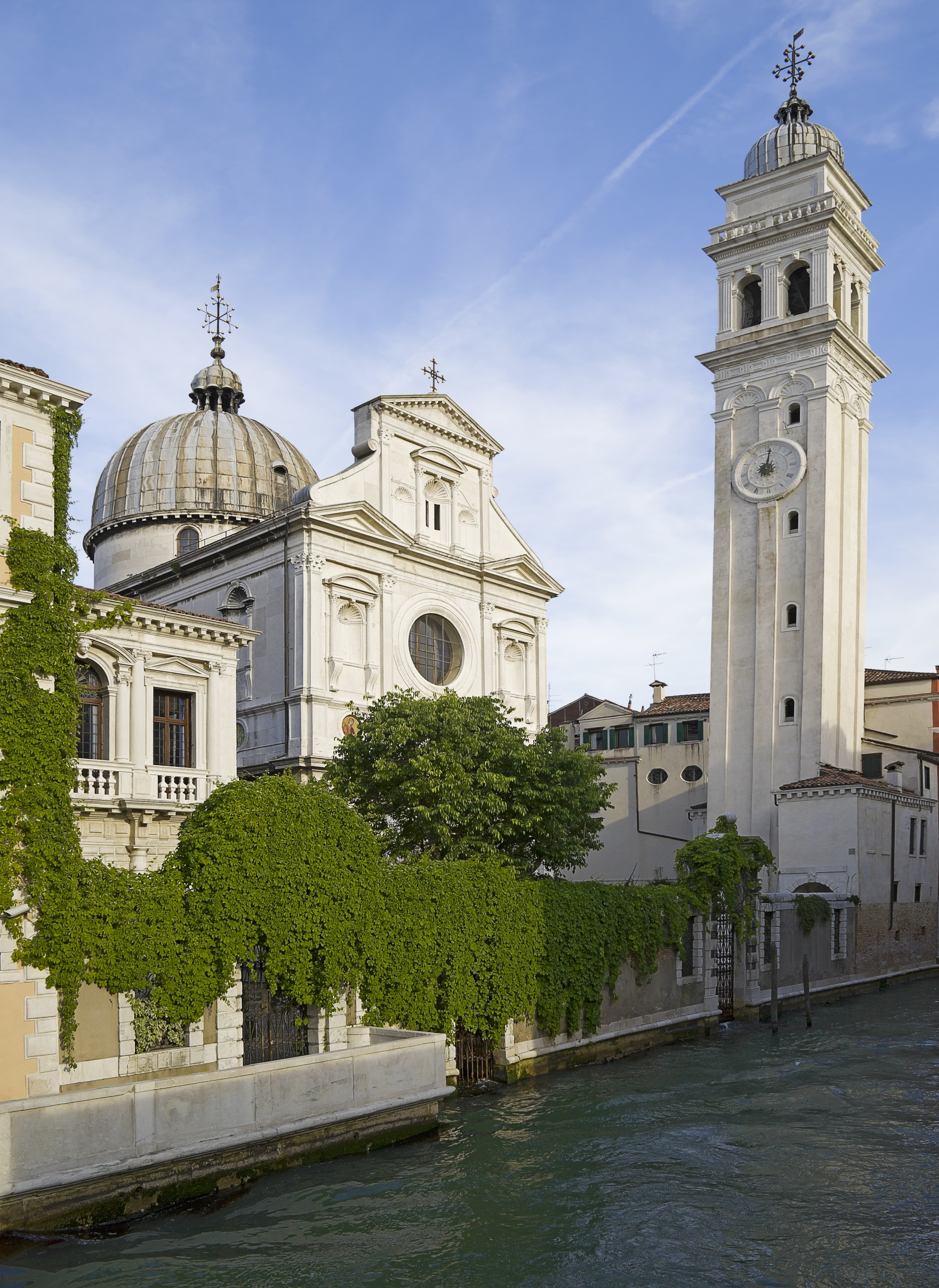
Cathédrale Saint-Georges des Grecs à Venise.

L'archevêché orthodoxe grec d'Italie est une juridiction de l'Église orthodoxe en Italie et à Malte. Son siège est à Venise et il appartient canoniquement au Patriarcat œcuménique de Constantinople. L'évêque porte le titre de Métropolite d'Italie et de Malte, Exarque pour l'Europe méridionale (titulaire actuel : Mgr Gennadios).

## Organisation

### Liste des archevêques

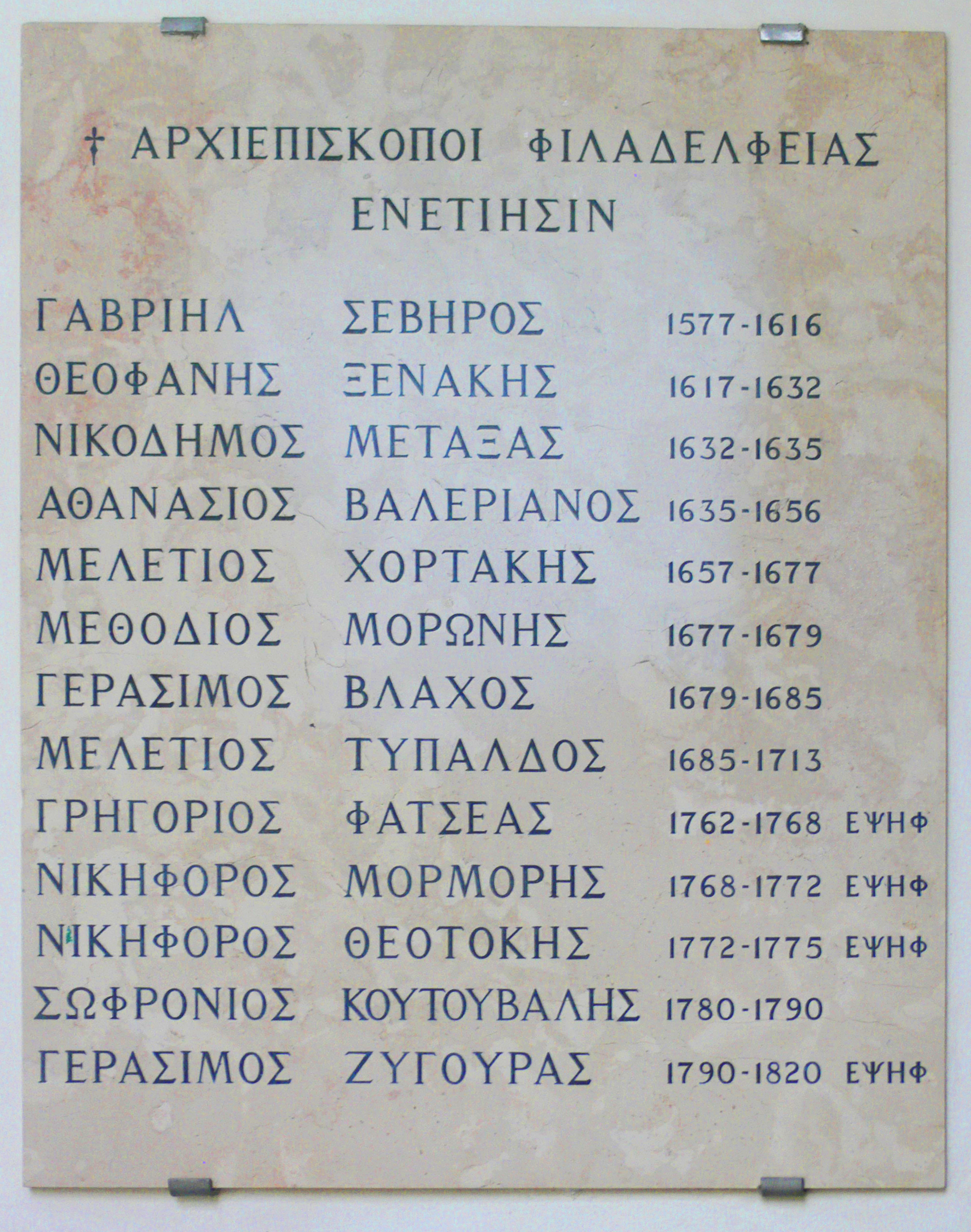
Liste des archevêques sur une plaque située dans la cour de l'église San Giorgio dei Greci.

- 1577-1616 : Gabriel Seberos
- 1617-1632 : Theophanès Xénakès
- 1632-1635 : Nicodèmos Metaxas
- 1635-1656 : Athanasios Balerianos
- 1657-1677 : Meletios Chortakès
- 1677-1679 : Methodios Morônès
- 1678-1685 : Gerasimos Blachos
- 1685-1713 : Meletios Tupaldos
- 1762-1768 : Gregorios Phatseas
- 1768-1772 : Nikephoros Mormorès
- 1772-1775 : Nikephoros Theotokes
- 1780-1790 : Sophronios Toukoubalès
- 1790-1820 : Gerasimos Zygouras